# Máximo de Padua
Máximo de Padua (f. 166) fue un obispo italiano, venerado como santo por la Iglesia Católica.

## Biografía y culto
Se cree que Máximo pertenece a la familia Vitaliani de Padua. Fue el segundo obispo de Padua, después de Prosdocimo de Padua, cuyas obras escribió; su episcopado duró desde el 141 a 166, y su sucesor fue Fidenzio de Padua.
Enterrado junto a Prosdocimo fuera de los muros, siguiendo la ley romana sobre el entierro, su tumba fue encontrada en 1052 o 1053 probablemente en una capilla u oratorio en el área de un antiguo cementerio pagano-cristiano dedicado a Santa Giustina. Por orden del propio Papa León IX, que en ese momento se encontraba en Padua, el cuerpo fue devuelto a la veneración pública; actualmente, su cuerpo se encuentra en la novena capilla de la basílica de Santa Giustina, a la derecha. Una iglesia en Padua está dedicada a San Máximo. Su recuerdo se produce el 2 de agosto. Así recuerda el Martirologio Romano:

En Padua, en la región de  Venecia, san Máximo, obispo, considerado sucesor de san Prosdócimo (s. III/IV).
Martirologio Romano